# Diaphania modialis
Diaphania modialis is een vlinder uit de familie van de grasmotten (Crambidae), uit de onderfamilie van de Spilomelinae. De wetenschappelijke naam van deze soort is voor het eerst voorgesteld als Glyphodes infimalis modialis door Harrison Gray Dyar Jr. in een publicatie uit 1912.
De soort komt voor in de Verenigde Staten, Mexico, Belize, Honduras en Costa Rica.